# Élections générales néo-écossaises de 1963
L'élection générale néo-écossaise de 1963 se déroule le 8 octobre 1963 afin d'élire les députés de l'Assemblée législative de la Nouvelle-Écosse. Il s'agit de la 25e élection générale dans la province de Nouvelle-Écosse depuis la confédération de 1867 et la 48e depuis la création de l'Assemblée législative en 1758.

## Résultats
| Parti                               | Parti                      | Chef             | Sièges | Sièges | Sièges   | Voix    | Voix    | Voix    |
| ----------------------------------- | -------------------------- | ---------------- | ------ | ------ | -------- | ------- | ------- | ------- |
| Parti                               | Parti                      | Chef             | 1960   | Élus   | % Diff.  | Voix    | %       | % Diff. |
|                                     | Progressiste-conservateur  | Robert Stanfield | 27     | 39     | +44,4 %  | 191 128 | 56,20 % |         |
|                                     | Libéral                    |                  | 15     | 4      | 0-73,3 % | 134 873 | 39,66 % |         |
|                                     | Nouveau Parti démocratique |                  | 1      | 0      | 0-100 %  | 014 076 | 04,14 % |         |
| Total                               | Total                      | Total            | 43     | 43     | -        | 340 077 | 100 %   |         |
| Source : (en) Elections Nova Scotia |                            |                  |        |        |          |         |         |         |